# Raffaele de Courten
Pour les articles homonymes, voir Courten.
Raffaele de Courten, né à Milan le 23 septembre 1888 et mort à Frascati le 23 août 1978, est un amiral italien. Il fut le dernier chef d’état-major de la Regia Marina.

## Biographie
Né à Milan en 1888, Raffaele de Courten entre à l'Accademia Navale di Livorno en 1906 et obtient son diplôme en 1910. Il sert sur les cuirassés Vittorio Emanuele et Benedetto Brin, avant de rejoindre la branche aéronavale juste avant la Première Guerre mondiale. En mai 1915, lors d'un bombardement sur Pula, son dirigeable Città di Jesi est abattu et il est capturé par l'armée austro-hongroise. Il est prisonnier de guerre jusqu'en juin 1917.
Après la guerre, il est affecté à l'état-major de la marine, commande des flottilles de destroyers et de sous-marins, avant d'être attaché naval en Allemagne de 1933 à 1936. Il est promu contre-amiral en 1938.
Lorsque l'Italie entre dans la guerre le 10 juin 1940, de Courten commande d'août 1941 à mars 1942 la 7e division, avec laquelle il participe à la première bataille de Syrte. Il commande ensuite la 8e division et participe notamment à l'opération Vigorous et à l'opération Harpoon en 1942. Il fut décoré de la médaille de la valeur militaire.
Après la destitution de Benito Mussolini, de Courten est choisi pour devenir ministre de la Marine. Il remplace ensuite Arturo Riccardi au poste de chef d’état-major de la marine italienne. À l'annonce de l'armistice de Cassibile , il convint le commandant de la flotte, Carlo Bergamini, de se conformer aux clauses et de ne pas saborder les navires (de peur qu'ils ne soient livrés aux Alliés). Il rejoint ensuite le roi Victor-Emmanuel III et le Premier ministre Badoglio lors de leur vol à destination de Brindisi.
Le 23 septembre, de Courten et l'amiral Andrew Cunningham se rencontrent à Tarente au cours duquel ils concluent le soi-disant Gentlemen's Agreement, qui définit la collaboration entre Regia Marina et les Alliés. Il resta ministre jusqu'en juillet 1946 et chef d'état-major jusqu'en décembre 1946, date à laquelle il démissionna pour protester contre les clauses du traité de Paris.
De 1952 à 1959, de Courten fut président du Lloyd Triestino. Il mourut à Frascati le 23 août 1978.